# Casimir Petre
Knut Casimir Petre, i riksdagen kallad Petre i Hofors, född 24 april 1831 i Ovansjö församling, Gävleborgs län, död 9 september 1889 i Hedvig Eleonora församling, Stockholms stad, var en svensk bruksägare och politiker.

## Biografi
Petre var ägare till bruket Hofors i Torsåkers församling. I riksdagen var han ledamot av borgarståndet för bergsbrukens första valdistrikt 1865/66 och senare ledamot av första kammaren 1867–1877, invald i Gävleborgs läns valkrets. Han var gift med Elisabeth Petre, född Waern (1835–1898).